# 深見けん二
深見 けん二（ふかみ けんじ、1922年3月5日 - 2021年9月15日）は、福島県出身の俳人。本名は謙二。

## 来歴
高玉鉱山（現・郡山市）に生まれる。父の転勤で東京に移り、府立第五中学校を経て東京帝国大学工学部冶金科を卒業。卒業後は東大冶金科研究室勤務を経て日本鉱業入社。日興エンジニアリング勤務。
高校時代の1941年より高浜虚子に師事、20歳の頃に深川正一郎の指導を受ける。大学卒業後「ホトトギス新人会」を結成。1952年より山口青邨にも師事し、1953年に青邨の「夏草」同人。1959年に「ホトトギス」同人。1989年、「珊」創刊同人。1991年、「Fの会」を土台として「花鳥来」を創刊、主宰。
1992年、句集『花鳥来』で第31回俳人協会賞を受賞。
2006年、句集『日月』で第21回詩歌文学館賞俳句部門を受賞。
2014年、句集『菫濃く』で第48回蛇笏賞および第13回山本健吉賞を受賞。
代表的な句に「薄氷の吹かれて端の重なれる」など。19歳より虚子に直接学んだ花鳥諷詠、客観写生の実践と普及に努めた。俳人協会名誉会員、日本文藝家協会会員、楊名時太極拳師範。
2021年9月15日、誤嚥性肺炎のため死去。99歳没。

## 著書

### 句集
- 『父子唱和』 近藤書店、1956年
- 『雪の花』 玉藻社、1977年
- 『星辰』 東京美術、1982年
- 『花鳥来』 角川書店、1991年
- 『余光』
- 『日月』 ふらんす堂、2005年
- 『蝶に会ふ』 ふらんす堂、2009年
- 『菫濃く』 ふらんす堂、2013年
- 『水影』 ふらんす堂、2006年
- 『深見けん二俳句集成』 ふらんす堂、2016年
- 『夕茜』 ふらんす堂、2018年
- 『もみの木』 ふらんす堂、2021年

### 俳書
- 『虚子の天地』 蝸牛社、1996年
- 『虚子『五百句』入門』 蝸牛新社、2003年
- 『四季を詠む』 日本放送協会出版、2003年
- 『吟行入門 私の武蔵野探勝』 小島ゆかりとの共著、日本放送協会出版、2003年
- 『折にふれて』 ふらんす堂、2007年
- 『選は創作なり―高浜虚子を読み解く』 NHK出版、2011年